# Ocnogyna rosea
Ocnogyna rosea là một loài bướm đêm thuộc phân họ Arctiinae, họ Erebidae.